# 미녀 공동묘지
"미녀 공동묘지"(美女 共同墓地, Cemetery of Beautiful Women)는 한국에서 제작된 김인수 감독의 1985년 공포, 미스터리 영화이다. 곽은경 등이 주연으로 출연하였고 곽정환 등이 제작에 참여하였다.

## 출연

### 주연
- 곽은경
- 진봉진
- 남경희

## 기타
- 조명: 김기수
- 미술: 도용우
- 소품: 이상구
- 분장: 정준호
- 의상: 이해윤